# Christian Dyot
Christian Dyot, né le 24 février 1959, est un judoka français évoluant dans la catégorie des moins de 71 kg .

## Biographie
Aux Championnats d'Europe par équipes de judo, il est médaillé d'or en 1980 et en 1982 et médaillé d'argent en 1979. Il est médaillé de bronze aux Jeux méditerranéens de 1979 et participe aux Jeux olympiques d'été de 1980. Au niveau national, il est sacré champion de France en 1979 et en 1982.
Depuis le 12 décembre 2024, il est 8e Dan.
Il est le frère du judoka Serge Dyot et marié à la judokate Karine Petit.